# Christelijke Mavo Schoonebeek
De Christelijke Mavo Schoonebeek was een school voor middelbaar algemeen voortgezet onderwijs in de Nederlandse plaats Schoonebeek.
Het schoolgebouw werd in 1958 gebouwd en deed meer dan 50 jaar dienst. Het hoofdgebouw bestond uit twee verdiepingen, waarvan de bovenverdieping dienstdeed als aula met een podium. Op de benedenverdieping bevonden zich twee klaslokalen, de teamkamer en de kantine. De overige klaslokalen waren gecentreerd rondom het schoolplein en hadden ieder een eigen toegangsdeur met een kleine hal.
In 2013 werd het gebouw gesloopt, nadat het al enkele jaren leeg stond. In de muur bij de hoofdingang werd bij de sloop een loden pijp gevonden met daarin een oorkonde met daarop de datum 9 februari 1958 en informatie over de oprichting van de school, het bouwproces en de aantallen leraren en leerlingen waarmee toen is gestart.
De kunstwerken die voor de school stonden, zijn bewaard gebleven.

## Afbeeldingen

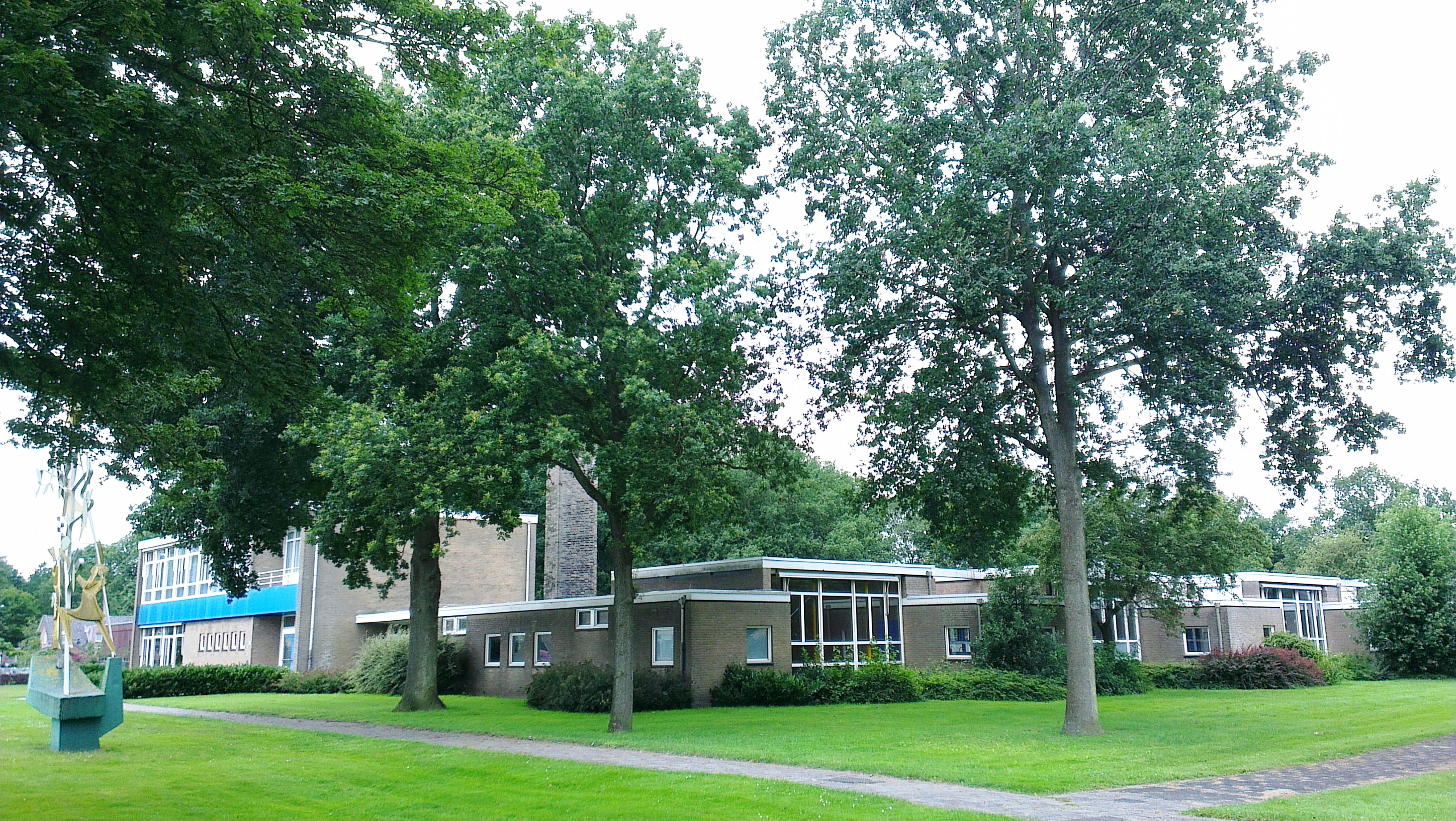
Het hoofdgebouw en enkele klaslokalen
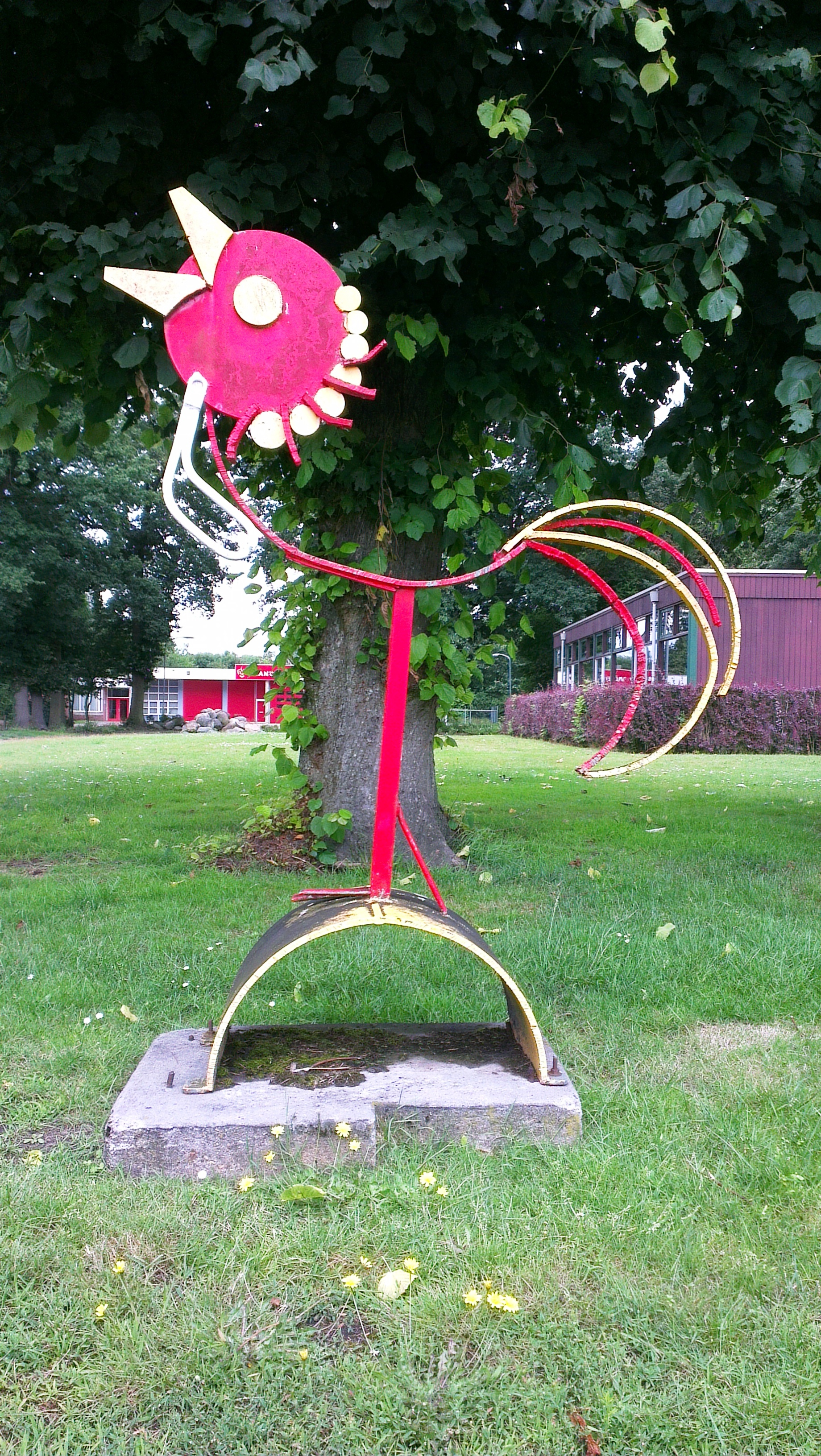
Kunstwerk op het grasveld voor de school